# Cornella del Cap
La cornella del Cap (Corvus capensis) és un ocell de la família dels còrvids (Corvidae).

## Hàbitat i distribució
Habita praderies, semidesert i terres de conreu del sud-est del Sudan, est de Sudan del Sud, Etiòpia, Eritrea, Somàlia, nord-est de la República Democràtica del Congo, est d'Uganda, oest i centre de Kenya i est de Tanzània. Des de l'oest i nord-est d'Angola, oest de Zàmbia, Zimbabwe, Namíbia, Botswana i l'extrem oest de Moçambic cap al sud fins al sud de Sud-àfrica.